# Otto Dragendorff
Otto Heinrich Carl Gustav Hermann Dragendorff (* 18. August 1877 in Dorpat; † 12. April 1962 in Greifswald) war ein deutscher Anatom.

## Leben
Otto Dragendorff war ein Sohn des Dorpater Pharmazeuten Georg Dragendorff. Er besuchte ein Privatgymnasium in Dorpat und nach dem Umzug der Familie nach Rostock ab 1894 die dortige Große Stadtschule, an der er 1898 das Abitur ablegte. Von 1898 bis 1902 studierte er Medizin in München und Rostock. 1903 legte er das Staatsexamen ab und erhielt die Probation als Arzt. Im gleichen Jahr wurde er bei Dietrich Barfurth an der Universität Rostock promoviert. Von 1903 bis 1904 war er als Assistent bei Robert Bonnet am Anatomischen Institut der Universität Greifswald, danach von 1904 bis 1905 als Prosektor bei Barfurth am Anatomischen Institut in Rostock. Ab 1906 war er erneut bei Bonnet in Greifswald, dem er 1907 an die Rheinische Friedrich-Wilhelms-Universität Bonn folgte und sich dort 1911 habilitierte und die Berufung zum Privatdozenten erhielt. 1916 wurde er zum a.o. Professor für Anatomie und 1918 zum persönlichen Ordinarius ernannt.
Dragendorff wurde 1919 als a.o. Professor und Abteilungsvorsteher an das Anatomische Institut der Universität Greifswald berufen. 1921 erfolgte seine Ernennung zum ordentlichen Professor. Er wirkte hier ab 1919 ohne Unterbrechung und war zeitweise auch der Leiter des Institutes, so etwa ab der Wiedereröffnung der Universität im Jahre 1946 bis zu seiner Emeritierung im Jahre 1948. Bis ins Jahr 1955 hielt er weiterhin Vorlesungen und Demonstrationen ab. Dragendorff war Mitglied der Anatomischen Gesellschaft.

## Schriften
- Beiträge zum histologischen Bau der Arterienwülste
- Das Gefäßsystem und Die Gefäße des Stammes und der Gliedmaßen In: Handbuch der Anatomie des Kindes, Erster Band, Springer, 1927/1936 (eingeschränkte Vorschau in der Google-Buchsuche)